# Длина

Длина

Измерения:
L — длина,
B — ширина,
H — высота, толщина, глубина

Длина́ — физическая величина, числовая характеристика протяжённости линий.
В большинстве систем измерений единица длины — одна из основных (первообразных) единиц измерения, через которые определяются другие (производные) единицы. В международной системе единиц (СИ) за единицу длины принят метр.
В узком смысле под длиной понимают линейный размер предмета в продольном направлении (это направление наибольшего размера), то есть расстояние между его двумя наиболее удалёнными точками, измеренное горизонтально, в отличие от высоты, которая измеряется в вертикальном направлении, а также ширины или толщины, которые измеряются поперёк объекта (под прямым углом к длине).
В физике термин «длина» обычно используется как синоним «расстояния» и обозначается {\displaystyle L} или {\displaystyle l} от нем. länge (длина). Символ размерности длины — dim l = L. В ряду других пространственных величин длина — это величина единичной размерности, тогда как площадь — двухмерная, объём — трёхмерная.

## Единицы измерения длины

### Метрическая система
Метрическая система одна из наиболее известных систем исчисления длины из-за своей простоты. В основе метрической системы лежит единица измерения метр. Все остальные единицы измерения являются кратными степеням десяти от метра (например, километр — это 10³ метров и т. п.), что позволяет облегчить подсчёты. До 1960 года у метра был специальный эталон, ныне хранящийся в Международном бюро мер и весов, расположенном в городе Севр (предместье Парижа, Франция). Сегодня, по определению, метр равен расстоянию, которое проходит свет в вакууме за 1/299 792 458 долю секунды.

### Британская/американская система
Исходными английскими мерами длины были миля, ярд, фут и дюйм. Миля пришла в Англию из Древнего Рима, где она определялась как тысяча двойных шагов вооружённого римского воина.
- Лига (лье)
- Фурлонг
- Чейн
- Род
- Линк
- Ладонь
- Линия

### Старорусская система
В Киевской Руси мерой длины, веса и т. п. являлся человек. На это указывают названия мер длины: локоть (расстояние от конца вытянутого среднего пальца руки или сжатого кулака до локтевого сгиба), пядь (расстояние между вытянутым большим и указательным пальцами руки), сажень (расстояние от конца пальцев одной руки до конца пальцев другой) и другие.

В частности, аршин был связан с длиной человеческого шага. Однако необходимость унификации систем измерений с британской в связи с развитием международной торговли потребовала введения во времена Петра I так называемого «казённого аршина». Это была мерная линейка с металлическими наконечниками с государственным клеймом. Казённый аршин равнялся 28 английским дюймам и делился на 16 вершков.

### Древнегреческая система
- Дактиль (единица измерения)
- Кондилос
- Оргия
- Палайста
- Пекис
- Плетр
- Подес
- Стадий, или «стадия»
- Эпидама

### Мусульманская система
- Ангушт или Асба (аналог дюйма)
- Пай (аналог фута)
- Ба или кама, равная приблизительно 2 м
- Касаба или наб
- Фарсах или парасанг, равный трём милям по 1000 Ба, или 6 км
- Барид, равный четырём фарсахам[3]

### Типографическая система
- Цицеро
- Пункт

### Морская система
Морская система измерения длины привязана к размеру планеты Земля. В качестве основной единицы измерения принята морская миля, равная длине одной минуты (1/60 градуса) дуги меридиана земного эллипсоида. Длина морской мили является величиной переменной, зависящей от широты. Её численное значение составляет от 1843 метров на экваторе до 1861,6 метров на полюсах.
Международная морская миля составляет 1852 м, в отличие от морской мили британской системы (1853,184 м). Для измерения меньших размеров применяют кабельтов — 1/10 морской мили, или 185,2 м (округлённо — 185 м).

### Единицы, применяемые вастрономии
- Астрономическая единица
- Световой год
- Парсек

## Средства измеренийдлины, расстояния

### Измерительные инструменты и меры
- Линейка
- Курвиметр
- Концевая мера
- Штангенинструмент
- Рулетка (инструмент)
- Микрометр (инструмент)
- Индикатор часового типа
- Калибр (инструмент)
- Толщиномер

### Измерительные приборы
- Высотомер
- Радиовысотомер
- Дальномер
- Радиодальномер
- Интерференционные толщиномеры (ультразвуковые, лазерные, радиационные)

### Другие средства
- Большие расстояния в навигации определяются при помощи средств радионавигационных систем или спутниковых систем
- Очень маленькие расстояния измеряются с помощью измерительных микроскопов

## Расстояния и размеры объектов, доступных наблюдению
| Наблюдаемые объекты | Размер, м                            |
| --- | ------------------------------------ |
| Расстояние от Земли до самого далекого видимого объекта во Вселенной                                                             | {\displaystyle 1{,}0\times 10^{26}}  |
| Расстояние от Земли до галактики в созвездии Андромеды                                                                           | {\displaystyle 2{,}0\times 10^{22}}  |
| Диаметр нашей Галактики | {\displaystyle 1{,}0\times 10^{21}}  |
| Расстояние от Земли до ближайшей звезды в созвездии Центавра                                                                     | {\displaystyle 4{,}0\times 10^{16}}  |
| Расстояние от Земли до Солнца | {\displaystyle 1{,}5\times 10^{11}}  |
| Диаметр Солнца | {\displaystyle 1{,}4\times 10^{9}}   |
| Расстояние от Земли до Луны | {\displaystyle 3{,}8\times 10^{8}}   |
| Диаметр Земли | {\displaystyle 1{,}3\times 10^{7}}   |
| Самая глубокая впадина на поверхности Земли                                                                                      | {\displaystyle 1{,}1\times 10^{4}}   |
| Самая высокая гора на поверхности Земли                                                                                          | {\displaystyle 9{,}0\times 10^{3}}   |
| Длина синего кита — самого большого животного на Земле                                                                           | {\displaystyle 35}                   |
| Рост самого высокого человека | {\displaystyle 2{,}85}               |
| Размеры амебы | {\displaystyle 5{,}0\times 10^{-4}}  |
| Толщина человеческого волоса | {\displaystyle 1{,}0\times 10^{-4}}  |
| Диаметр красного кровяного шарика                                                                                                | {\displaystyle 1{,}0\times 10^{-5}}  |
| Диаметр вируса гриппа | {\displaystyle 8{,}0\times 10^{-8}}  |
| Длина молекулы гемоглобина | {\displaystyle 1{,}5\times 10^{-8}}  |
| Расстояние между атомами в твердом теле                                                                                          | {\displaystyle 1{,}0\times 10^{-10}} |
| Диаметр ядра атома урана | {\displaystyle 1{,}0\times 10^{-14}} |
| Диаметр протона | {\displaystyle 1{,}6\times 10^{-15}} |
| Минимальные размеры областей внутри элементарных частиц, доступных экспериментальному изучению с помощью современных ускорителей | {\displaystyle 1{,}0\times 10^{-17}} |